# Risc Group
Creada en 1995, Risc Group es una empresa informática pionera en servicios informáticos gestionados (Global Managed Services Provider). La empresa cotiza en el compartimento C de Eurolist de Euronext Paris. Risc Group es una Sociedad Anónima con un capital social de 36 604 578,5€.
El grupo lo dirige actualmente Gérard Guillot, presidente de Risc Group. Philippe Weppe es el director general.
Risc Group, cuya sede está en París, Francia, es una empresa europea que tiene 32 agencias repartidas en 7 países: Francia, España, Bélgica, Alemania, Italia, Suiza y Gran Bretaña. Tiene casi 600 empleados y entre sus socios estratégicos se encuentran empresas como IBM, AXA seguros o Panda Security.
Risc group ofrece servicios de seguridad, movilidad, salvaguarda, protección de la red, videosupervisión, telecomunicaciones y de aplicaciones en modo de host y la de acompañamiento diario con equipos de proximidad. Risc Group distribuye sus servicios con venta directa e indirecta a través de dos polos:
- Segmento Grandes Cuentas que se dedica a empresas con más de 100 ordenadores

- Segmento PYMES que se dedica a empresas que disponen de 5 a 100 ordenadores

Risc Group cuenta con más de 35 000 clientes en Europa (27.500 a mediados de 2008)
El desarrollo de RG en España comenzó en el 2007, al abrir nuevas agencias. Barcelona, dos oficinas en Madrid, Valencia y, más recientemente, Zaragoza.

## Productos
- Backupia Evolution: Servicio informático y backup online. Conjuntamente con la multinacional IBM.[6] Permite a pymes un sistema de seguridad de sus datos sin necesidad de grandes inversiones tecnológicas, de personal y económicas.[7] Backupia Evolution trabaja en multiplatafoma (soporta Windows, Unix, MAC y Linux) y es compatible con todas las plataformas (servidores, sobremesa y portátiles). Realiza copias de seguridad incremental progresiva.

- eFlag:[8][9] eFlag sistema de control y visualización del hogar o de la empresa a través de internet o de un móvil 3G. Basado en el concepto de videomovilidad, eFlag de Risc Group permite el manejo de las cámaras en tiempo real y la visualización de las imágenes que estas emiten a través del dispositivo 3G o de un ordenador conectado a internet. La tecnología de eFlag permite establecer un sistema de alertas que envía un sms en caso de tener lugar alguna anomalía previamente definida, como la presencia de personas fuera de los horarios establecidos o puertas mal cerradas. El aviso se produce en tiempo real, aumentando la capacidad de reacción y permitiendo resolver los problemas a distancia. eFlag dispone de una función de grabación continua en determinados periodos de tiempo predefinidos (sin necesidad de que se active la alarma), además de en cada ocasión que se produzca una alerta. Para una mayor seguridad Risc Group dispone de un sistema de almacenamiento deslocalizado y securizado en sus datacenter (con capacidad para 1.500 alertas y disponibles durante un mes) que evita que las imágenes puedan desaparecer o sufrir algún daño (también grabación local o externa de forma continua). Además, al utilizar la red de eFlag para todos los accesos y no acceder directamente a las cámaras, se evitan intrusiones no deseadas desde el exterior. eFlag combina cuatro variables en un único sistema: movilidad permanente, control total, disponibilidad constante y un sistema de almacenamiento deslocalizado y securizado, que le permiten operar con una gran capacidad de respuesta para hacer frente a diferentes riesgos que pueden amenazar la empresa o el hogar. El sistema trabaja, además, con cámaras de última generación y de alta resolución, en combinación con un software que posibilita la visualización de las imágenes en tiempo real a través de internet o con un Teléfono inteligente 3G y que permite moverlas, enfocarlas y dirigirlas a distancia.

- Risc Box:[10][11] Servicio integral de seguridad, movilidad y trabajo en grupo. Con Risc Box, las pymes disfrutarán de las ventajas de un servicio paquetizado y gestionado por un único proveedor. Cuenta con un disco duro de 200Gb en espejo, con la supervisión, actualización e intervención de la Hotline a distancia mediante un acceso de mantenimiento seguro y de un antivirus de servidor.
- BBA: Antivirus que se actualiza automáticamente y protege los ordenadores contra cualquier virus. BBA[12] analiza al momento, a través de la firma o del comportamiento al ejecutarse, todos los archivos objeto de algún movimiento y controla en tiempo real todos los programas, archivos, disquetes, CD-ROM, claves USB, descargas de Internet, documentos adjuntos de los correos electrónicos, archivos compartidos y servicios en línea.

- BBF: Firewall[13] o cortafuegos basado en hardware que protege los ordenadores o redes de ordenadores frente a los accesos no autorizados e intentos de piratería provenientes de una red externa, mediante el filtrado de las entradas y salidas de los datos de la red.

- BBS: Antispam[12] gestionado que elimina los correos no deseados antes de que entren en la aplicación de mensajería.

- BBM: Servidor de correos electrónicos de 50MB por cuenta de correo gestionado y concebido para ofrecer el máximo rendimiento en los intercambios de información más exigentes.

## Historia
| Año  | Actividad |
| ---- | --- |
| 1990 | Fundación Risc Technology |
| 2000 | Salida a Bolsa |
| 2001 | Compra de monDSI & apertura Alemania |
| 2002 | Compra de la sociedad adhersis y apertura de una agencia en Bélgica, sede social europea de la sociedad. Bélgica |
| 2003 | Apertura de Risc Group |
| 2005 | Incremento de capital de 9M€, Loïc Pequignot es nombrado director general de Risc Group |
| 2006 | Lanzamiento de Backupia Evolution, software de nueva generación de salvaguarda de datos en línea en colaboración con IBM. Risc group laza su actividad en España y abre una agencia en Barcelona                                                                                     |
| 2007 | Compra de varias sociedades : Linone, Backup Avenue, Itemos, Sitti Lanzamiento de la Risc BOX |
| 2008 | Desarrollo de Italia y Suiza. En su primer aniversario, España celebra su cliente número 300. Compra de Clunk click Apertura de una oficina en Mánchester Inglaterra |
| 2008 | Despedida de Loïc Péquignot de Risc Group. Nombramiento de Gérard Guillot como Presidente de la sociedad y nombramiento de Philippe Weppe como director general. Lanzamiento de eFlag, servicio de videosupervisión, en España. Comercialización de la Risc Box de nueva generación. |